# Hunters
Hunters és una sèrie de televisió per Internet estatunidenca creada per David Weil i emesa per la plataforma Amazon Prime Video el 21 de febrer de 2020. La sèrie ha estat renovada per a una segona temporada

## Argument
Durant l'any 1977, una banda de caçadors de nazis establerta a Nova York descobreix que hi ha centenars d'exoficials nazis que viuen amagats a Amèrica i que conspiren per crear el quart Reich. Aquest eclètic grup, coneguts com "els caçadors" perseguirà sense treva aquests nazis per eliminar-los i fer justícia.

## Repartiment

### Principal
- Al Pacino com a Meyer Offerman, filantrop i supervivent de l'holocaust que lidera l'equip.
- Zack Schor com el jove Meyer.
- Logan Lerman com a Jonah Heidelbaum, jove matemàtic que pren el lloc de la seva àvia a l'equip.
- Lena Olin com a The Colonel, líder del quart Reich.
- Jerrika Hinton com a Millie Morris, agent de l'FBI que topa amb el quart Reich i els caçadors durant una investigació.
- Saul Rubinek com a Murray Markowitz, expert en aparells electrònics i marit de la Mindy.
- Carol Kane com a Mindy Markowitz, experta en senyals i dona del Murray.
- Josh Radnor com a Lonny Flash, actor i mestre de disfresses de l'equip.
- Greg Austin com a Travis Leich, acòlit nazi introduït al quart Reich.
- Tiffany Boone com a Roxy Jones, conductora i l'experta en lluita de l'equip.
- Louis Ozawa Changchien com a Joe Mizushima, veterà del Vietnam i l'expert en combat de l'equip.
- Kate Mulvany com a Sister Harriet, antiga agent de l'MI6 integrada a l'equip.
- Dylan Baker com a Biff Simpson, subsecretari d'Estat de l'administració Carter i agent nazi encobert.

### Secundari
- Jonno Davies com a Tobias, l'home del Coronel.
- James LeGros com a Hank Grimsby, antic agent operatiu de l'OSS i actual cap de la Millie a l'FBI.
- Christian Oliver com a Wilhelm Zuchs, "The Wolf," doctor nazi al camp d'Auschwitz.
- Ebony Obsidian com a Carol Lockhart.
- Caleb Emery com a Arthur “Bootyhole” McGuigan.
- Henry Hunter Hall com a Sherman “Cheeks” Johnson.
- Jeannie Berlin com a Ruth Heidelbaum, àvia del Jonah i supervivent d'Auschwitz.
  - Annie Hägg com la jove Ruth.
- Julissa Bermudez com a Maria.
- Phoenix Noelle com a Malika.
- Megan Channell com a Katarina Löw.
- 'Keena' Thort-Kourt Kyna Kynetruve com a the Great Dane.
- Miles G. Jackson com a Danny Rohr.
- Becky Ann Baker com a Juanita M. Kreps, Secretària de Comerç de l'administració Carter.
- Celia Weston com a Dottie.
- Ben Livingston com el president President Jimmy Carter

### Convidat
- Josh Mostel com el rabí Steckler.
- Barbara Sukowa acom la Tilda Sauer.
- June Ballinger com la Woman with Cane.
- Judd Hirsch com a Simon Wiesenthal.
- Keir Dullea com a Klaus Rhinehart.
- William Sadler com a Friedrich Mann.
- John Noble com a Fredric Hauser.

## Episodis

### Primera temporada
| Núm. d'història | Episodi | Títol                                       | Direcció            | Guió                                  | Data d'estrena       |  |
| --------------- | ------- | ------------------------------------------- | ------------------- | ------------------------------------- | -------------------- |  |
| 1               | 1       | "In the Belly of the Whale"                 | Alfonso Gomez-Rejon | David Weil                            | 21 de febrer de 2020 |  |
|                 |         |                                             |                     |                                       |                      |  |
| 2               | 2       | "The Mourner's Kaddish"                     | Wayne Yip           | David Weil                            | 21 de febrer de 2020 |  |
|                 |         |                                             |                     |                                       |                      |  |
| 3               | 3       | "While Visions of Safta Danced in His Head" | Wayne Yip           | Nikki Toscano                         | 21 de febrer de 2020 |  |
|                 |         |                                             |                     |                                       |                      |  |
| 4               | 4       | "The Pious Thieves"                         | Nelson McCormick    | Mark Bianculli                        | 21 de febrer de 2020 |  |
|                 |         |                                             |                     |                                       |                      |  |
| 5               | 5       | "At Night, All Birds are Black"             | Dennie Gordon       | David J. Rosen                        | 21 de febrer de 2020 |  |
|                 |         |                                             |                     |                                       |                      |  |
| 6               | 6       | "(Ruth 1:16)"                               | Millicent Shelton   | Zakiyyah Alexander                    | 21 de febrer de 2020 |  |
|                 |         |                                             |                     |                                       |                      |  |
| 7               | 7       | "Shalom Motherf***er"                       | Nelson McCormick    | Eduardo Javier Canto i Ryan Maldonado | 21 de febrer de 2020 |  |
|                 |         |                                             |                     |                                       |                      |  |
| 8               | 8       | "The Jewish Question"                       | Michael Uppendahl   | David Weil i Charley Casler           | 21 de febrer de 2020 |  |
|                 |         |                                             |                     |                                       |                      |  |
| 9               | 9       | "The Great Ole Nazi Cookout of '77"         | Nelson McCormick    | Nikki Toscano                         | 21 de febrer de 2020 |  |
|                 |         |                                             |                     |                                       |                      |  |
| 10              | 10      | "Eilu v' Eilu"                              | Michael Uppendahl   | David Weil                            | 21 de febrer de 2020 |  |
|                 |         |                                             |                     |                                       |                      |  |

### Segona temporada
| Núm. d'història | Episodi | Títol                                                | Direcció           | Guió                                       | Data d'estrena      |  |
| --------------- | ------- | ---------------------------------------------------- | ------------------ | ------------------------------------------ | ------------------- |  |
| 11              | 1       | "Van Glooten's Day 1972 Butter Sculptor of the Year" | Phil Abraham       | David Weil                                 | 13 de gener de 2023 |  |
|                 |         |                                                      |                    |                                            |                     |  |
| 12              | 2       | "Buenos Aires"                                       | Phil Abraham       | David Weil i David J. Rosen                | 13 de gener de 2023 |  |
|                 |         |                                                      |                    |                                            |                     |  |
| 13              | 3       | "Duck. Quail. Goose. Crow."                          | Sam Taylor-Johnson | David J. Rosen                             | 13 de gener de 2023 |  |
|                 |         |                                                      |                    |                                            |                     |  |
| 14              | 4       | "The Fare"                                           | Phil Abraham       | David J. Rosen, Daria Polatin i David Weil | 13 de gener de 2023 |  |
|                 |         |                                                      |                    |                                            |                     |  |
| 15              | 5       | "Blutsbande"                                         | Tiffany Johnson    | Tatiana Suarez-Pico                        | 13 de gener de 2023 |  |
|                 |         |                                                      |                    |                                            |                     |  |
| 16              | 6       | "Only the Dead"                                      | Phil Abraham       | Haley Z. Boston i Tori Sampson             | 13 de gener de 2023 |  |
|                 |         |                                                      |                    |                                            |                     |  |
| 17              | 7       | "The Home"                                           | David Weil         | David Weil                                 | 13 de gener de 2023 |  |
|                 |         |                                                      |                    |                                            |                     |  |
| 18              | 8       | "The Trial of Adolf Hitler"                          | Phil Abraham       | David Weil i Charley Casler                | 13 de gener de 2023 |  |
|                 |         |                                                      |                    |                                            |                     |  |

## Producció
El 17 de maig de 2018 s'anuncià que Amazon Prime Video produïria la sèrie establint com a productors executius a Jordan Peele, Tom Lesinski, Jenna Santoianni i Win Rosenfeld. El 7 d'agost també s'anuncià que Nikki Toscano s'afegia a la producció i actuaria com a showrunner juntament amb el creador David Weil.

### Casting
El 13 de desembre de 2018, s'informa que Logan Lerman esà en converses per un paper principal a la sèrie. El 10 de gener de 2019, és Al Pacino que està finalitzant un acord per a un paper de protagonista. El 7 de febrer de 2019, es publica que Jerrika Hinton, Dylan Baker, Lena Olin, Greg Austin, Catherine Tate, Tiffany Boone, Saul Rubinek i Carol Kane estan en negociacions per afegir-s'hi com a actors. Quatre dies més tard, s'anuncia oficialment que Tiffany Boone també s'hi ha afegit.

## Rebuda
La sèrie es rebuda amb crítiques pel seu to i ritme i amb elogis per les seves actuacions. Al lloc web Rotten Tomatoes obté una qualificació d'aprovació del 69% i una qualificació mitjana de 6,21/10 i a Metacritic una puntuació de 55/100 i 5,2/10.
La sèrie ha rebut algunes crítiques per part del Museu d'Auschwitz–Birkenau per l'ús imprecis del camp de concentració d'Auschwitz. L'escena on es representa els presos obligats a participar en un mortal joc d'escacs humans va ser titllada d'una "perillositat insensata i caricatura".

## Premis i nominacions
| Any  | Premi                          | Categoria                                                   | Nominació                              | Resultat | Ref.   |
| ---- | ------------------------------ | ----------------------------------------------------------- | -------------------------------------- | -------- | ------ |
| 2020 | Premis Black Reel de Televisió | Millor direcció de sèrie dramàtica                          | Millicent Shelton (per "(Ruth 1:16)")  | Nominat  | [ 14 ] |
| 2020 | Premis Black Reel de Televisió | Millor guió de sèrie dramàtica                              | Zakiyyah Alexander (per "(Ruth 1:16)") | Nominat  | [ 14 ] |
| 2021 | Critics' Choice Super Awards   | Millor Sèrie d'Acció                                        | Hunters                                | Nominat  | [ 15 ] |
| 2021 | Critics' Choice Super Awards   | Millor Actor de Sèrie d'Acció                               | Logan Lerman                           | Nominat  | [ 15 ] |
| 2021 | Critics' Choice Super Awards   | Millor Actor de Sèrie d'Acció                               | Al Pacino                              | Nominat  | [ 15 ] |
| 2021 | Premis Globus d'Or             | Globus d'Or al millor actor en sèrie de televisió dramàtica | Al Pacino                              | Nominat  | [ 16 ] |